# Приворотень Дейла
Приворотень Дейла (Alchemilla deylii) — вид квіткових рослин родини трояндових (Rosaceae).

## Поширення
ЕндемікУкраїни.
В Україні росте у Карпатах (Свидовець, Чорногора) — у високогір'ї на гірських луках та осипищах, дуже рідко.